# سدار رپید (نبراسکا)
سدار رپید(به انگلیسی: Cedar Rapids) شهری در ایالت نبراسکا کشور ایالات متحده آمریکا است که جمعیت آن در سرشماری سال ۲۰۱۰ میلادی، ۳۸۲ نفر بوده‌است.